# Martorul acuzării
„Martorul acuzării” (în engleză The Witness for the Prosecution) este o povestire și o piesă de teatru de Agatha Christie. Povestirea a fost publicată inițial ca „Mâinile trădătorului” (în engleză Traitor's Hands) în Flynn's, o revistă pulp săptămânală, în numărul din 31 ianuarie 1925.
În 1933, povestea a fost publicată pentru prima dată ca „Martorul acuzării” în colecția Câinele morții (în engleză The Hound of Death) care a apărut doar în Regatul Unit. În 1948, a fost publicat în cele din urmă în Statele Unite în colecția The Witness for the Prosecution and Other Stories.

## Prezentare
Leonard Vole este arestat pentru uciderea domnișoarei Emily French, o femeie în vârstă bogată. Fără să știe că era un bărbat căsătorit, French l-a numit principalul ei moștenitor, aruncând suspiciuni asupra lui Leonard. Când soția sa, Romaine, acceptă să depună mărturie, nu o face în apărarea lui Leonard, ci ca martor al acuzării. Decizia lui Romaine face parte dintr-un plan complicat de a-și elibera soțul. Ea dă mai întâi procuraturii cele mai puternice dovezi împotriva soțului, apoi fabrică noi dovezi care îi discreditează mărturia, crezând că acest lucru îmbunătățește șansele de achitare ale lui Leonard mult mai mult decât mărturia ei pentru apărare. Apoi, după ce este achitat, se dezvăluie că Leonard Vole a ucis-o de fapt pe Emily French.

### Final diferit
Povestea originală s-a încheiat brusc cu o întorsătură majoră: revelația doamnei Vole că soțul ei era într-adevăr vinovat. De-a lungul timpului, Agatha Christie a fost nemulțumită de acest final (unul dintre puținele finaluri din lucrările scriitoarei în care un criminal scapă de pedeapsă). În rescrierea ulterioară a povestirii ca piesă de teatru, ea a adăugat o amantă pentru Leonard, care nu apare până la sfârșitul piesei. Amanta și Leonard sunt pe cale s-o părăsească pe Romaine (numită „Christine” în versiunile de film și televiziune) înainte ca aceasta să fie arestată pentru mărturie mincinoasă, când Romaine apucă un cuțit și îl înjunghie pe Leonard mortal.

## Personaje (piesă de teatru)
- Leonard Vole, acuzatul
- Emily French, victima
- Janet Mackintosh, servitoarea domnișoarei Emily French
- Romaine Vole, soția acuzatului
- Domnul Mayhew/Mayherne, avocatul acuzatului
- Sir Wilfrid Robarts, QC, consilier principal al acuzatului
- Domnul Myers, QC, procurorul Coroanei
- Domnul judecător Wainwright, judecător
- Inspectorul Hearne, ofițerul care îl arestează pe Leonard Vole
- Greta, dactilografa lui Sir Wilfrid
- Carter, funcționarul lui Sir Wilfrid

## Istoricul publicării
- 1925: Flynn's Weekly, 31 ianuarie – ca "Traitor Hands"
- 1933: The Hound of Death
- 1948: The Witness for the Prosecution and Other Stories
- 1993: The Mousetrap & Other Plays

## Ecranizări
- Martorul acuzării  (Witness for the Prosecution)  (premiera în 1957, lansat în toată lumea la 1958), cu Tyrone Power ca Leonard Vole, Marlene Dietrich - Christine Vole și Charles Laughton ca Sir Wilfrid Robarts Q.C..[1] Este o adaptare de Larry Marcus, Harry Kurnitz și de regizorul filmului, Billy Wilder.
- În august 2016, revista Variety a afirmat că Ben Affleck este în discuții pentru a regiza și juca într-o refacere a filmului din 1957. Christopher Keyser va scrie scenariul, Affleck va fi și producător împreună cu Matt Damon, Jennifer Todd și asociația Agatha Christie.[3]